# Des Knaben Wunderhorn (Mahler)
Pour l’article homonyme, voir Des Knaben Wunderhorn.

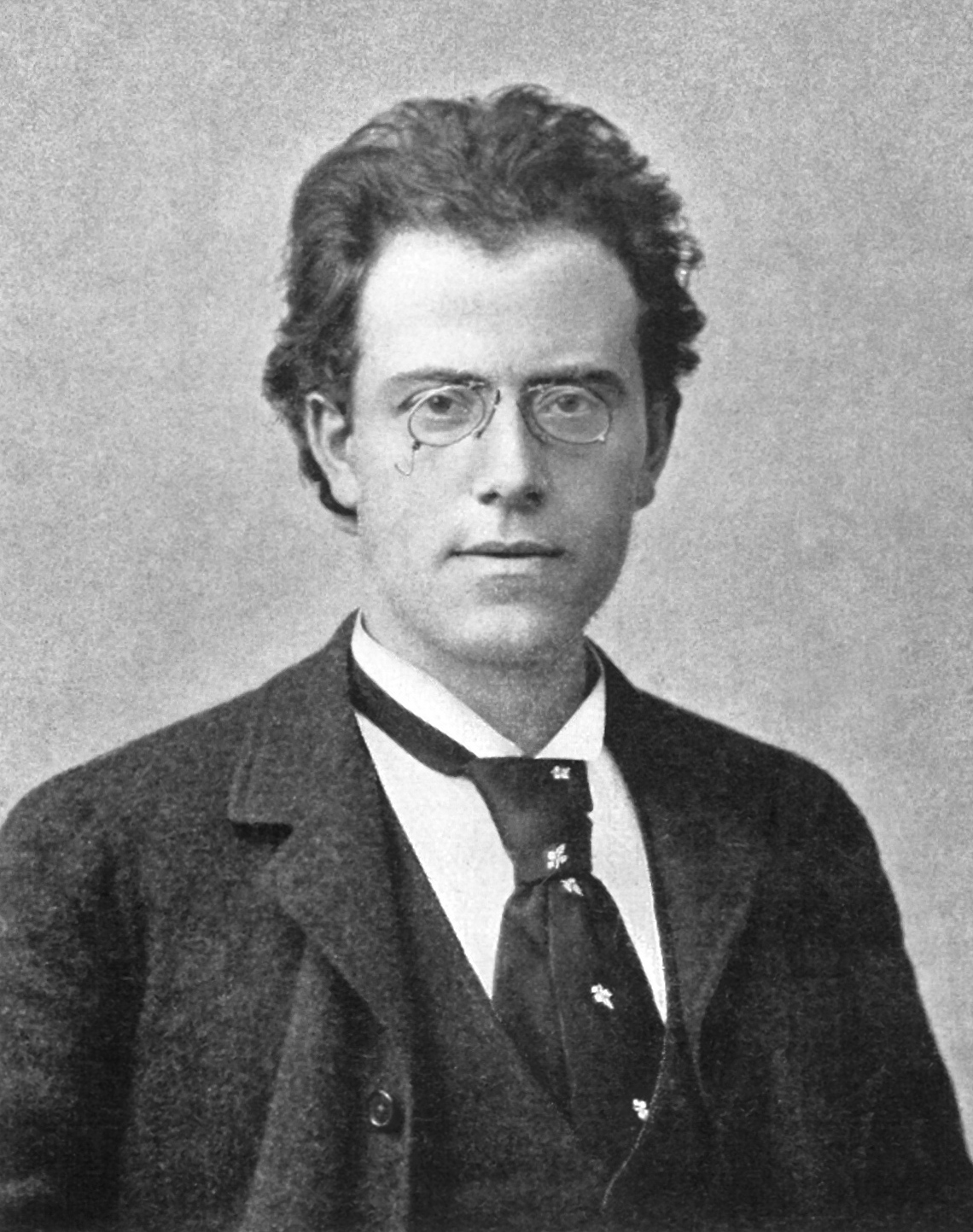
Gustav Mahler en 1892, âgé de 32 ans

Des Knaben Wunderhorn  (Le Cor enchanté de l'enfant) est un cycle de lieder, composé pour voix et orchestre par Gustav Mahler.
Les textes, comme une grande partie de ceux utilisés par Mahler dans ses symphonies et ses lieder, viennent du recueil Des Knaben Wunderhorn, textes traditionnels allemands compilés et réécrits par Achim von Arnim et Clemens Brentano.
Comme ils ne forment pas un cycle, il n'y a pas d'ordre d'interprétation prédéfini. Douze de ces lieders furent publiés en 1899 sous le titre Humoresken (Humoresques) dans l'ordre suivant :
1. Der Schildwache Nachtlied – Chant nocturne de la sentinelle (Janvier/Février 1892)
2. Verlorne Müh – Peine perdue (Février 1892)
3. Trost im Unglück – Consolation dans le malheur (Avril 1892)
4. Wer hat dies' Liedlein erdacht ? – Qui a imaginé cette chansonnette ? (Avril 1892)
5. Das irdische Leben – La vie terrestre (après avril 1892)
6. Des Antonius von Padua Fischpredigt – Le prêche de Saint Antoine de Padoue aux poissons (Juillet/Août 1893)
7. Rheinlegendchen – Petite légende du Rhin (Août 1893)
8. Lied des Verfolgten im Turm – Chant du persécuté dans la tour (Juillet 1898)
9. Wo die schönen Trompeten blasen – Où sonnent les belles trompettes (Juillet 1898)
10. Lob des hohen Verstandes – Éloge de la raison (Juin 1896)
11. Urlicht – Lumière primitive ou Lumière originelle (1893)
12. Es sungen drei Engel – Trois anges chantaient (1895)

Urlicht (composée en 1892 puis orchestrée en juillet 1893) est rapidement devenu le quatrième mouvement de la Symphonie n° 2.
Es sungen drei Engel est directement composé pour la Symphonie n° 3,  nécessitant un chœur de garçons et un chœur de femmes en plus d'une contralto soliste. C'est le seul des douze lieder pour lequel Mahler n'écrivit pas une version pour voix seule et orchestre, et qu'il ne publia pas séparément. Il est partiellement interpolé avec le lied final de la Symphonie n°4 (voir le Lied Das himmlische Leben ci-dessous).
Une version orchestrale sans voix de Des Antonius von Padua Fischpredigt constitue la base du Scherzo dans la Symphonie n° 2, et de la même façon pour Ablösung im Sommer dans la Symphonie n° 3.
À cette époque, un lied supplémentaire Das himmlische Leben (La vie céleste) composé en février 1892 (puis orchestré en mars 1892) fait partie du lot. Mais lors de la publication en 1899, le lied fut réorchestré pour devenir le finale de la Symphonie n° 4 : il fut retiré de la collection et ne bénéficia pas d'une version pour voix seule et piano.
Après 1901, Urlicht et Es sungen drei Engel furent aussi retirés de la collection, et remplacés dans les éditions tardives par deux autres lieder :
- Revelge - Appel d'éveil (Juillet 1899)
- Der Tamboursg'sell[1] – Le petit joueur de tambour (Août 1901)

## Analyse

### Textes
Textes allemands, *traduction française de Guy Laffaille :
1. Der Schildwache Nachtlied*
2. Wer hat dies Liedlein erdacht?
3. Der Tambourgesell*
4. Das irdische Leben*
5. Verlorne müh'!*
6. Des Antonius von Padua Fischpredigt*
7. Revelge*
8. Rheinlegendchen*
9. Lob des hohen Verstands*
10. Wo die schönen Trompeten blasen*
11. Lied des Verfolgten im Turm*
12. Trost im Unglück*
13. Urlicht sur Wikisource.

## Discographie
- Pierre Boulez et l'Orchestre de Cleveland avec Magdalena Kozena et Christian Gerhaher (DG)
- Felix Prohaska et l'Orchestre du Festival de Vienne avec Maureen Forrester et Heinz Rehfuss (Vanguard)
- George Szell et l'Orchestre symphonique de Londres avec Elisabeth Schwarzkopf et Dietrich Fischer-Dieskau (EMI)
- Leonard Bernstein et le Orchestre philharmonique de New York avec Christa Ludwig et Walter Berry (Sony)
- Bernard Haitink et l'Orchestre du Concertgebouw d'Amsterdam avec Jessye Norman et John Shirley-Quirk (Philips)
- Claudio Abbado et l'Orchestre philharmonique de Berlin avec Anne-Sofie von Otter et Thomas Quasthoff (DG)
- Philippe Herreweghe et l'Orchestre des Champs-Élysées avec Sarah Connolly et Dietrich Henschel (harmonia mundi)